# 그레고리오 마라뇬역
그레고리오 마라뇬 역(스페인어: Gregorio Marañón)은 마드리드 지하철의 환승역으로, 7호선과 10호선이 지난다. 마드리드 참베리 구의 리오스로사스와 알마그로 지역에 걸쳐 있으며 독토르 마라뇬 광장 지하에 위치해 있다. 요금구역상으로는 A구역에 속한다.
역명은 '그레고리오 마라뇬 병원'에서 따왔으나 정작 거리가 그렇게 가깝지만은 않다. 병원에서 가장 가까운 지하철역은 오도넬 역과 사인스 데 바란다 역이다.

## 역사
1998년 1월 16일 10호선 승강장이 먼저 개통되었으며, 그로부터 몇 주 뒤인 3월 13일에 7호선 승강장이 문을 열면서 환승역이 되었다. 두 개 노선으로 환승되는 지하철역 중에서는 이 역이 가장 이용객 규모가 큰 편이다.

## 환승 정보
역 주변에 시내버스 정류장이 다섯 곳 있다.
버스
- 시내버스
  - 7, 12, 14, 27, 40, 45, 147, 150번 노선 (주간)
  - N22, N24번 노선 (야간)

지하철
| 마드리드 지하철                                | 마드리드 지하철        | 마드리드 지하철                    |
| ---------------------------------------------- | ---------------------- | ---------------------------------- |
| 아베니다 데 아메리카 오스피탈 델 에나레스      | 마드리드 지하철 7호선  | 알론소 카노 피티스                 |
| 누에보스 미니스테리오스 오스피탈 인판타 소피아 | 마드리드 지하철 10호선 | 알론소 마르티네스 푸에르타 델 수르 |